# 塞纳河畔拉马耶赖
塞纳河畔拉马耶赖（法語：La Mailleraye-sur-Seine，法語發音：[la majʁɛ syʁ sɛn]）是法国滨海塞纳省的一个旧市镇，属于鲁昂区。2016年1月1日，塞纳河畔拉马耶赖与市镇圣尼古拉-德布利克蒂合并为新市镇阿尔洛讷昂塞纳，行政中心位于塞纳河畔拉马耶赖。

## 地理
塞纳河畔拉马耶赖（49°28'56"N, 0°46'19"E）面积44.58 平方千米，位于法国诺曼底大区滨海塞纳省，该省份为法国北部沿海省份，其西部及北部濒大西洋英吉利海峡，东起顺时针与索姆省、瓦兹省、厄尔省和卡爾瓦多斯省接壤。
与塞纳河畔拉马耶赖接壤的市镇（或旧市镇、城区）包括：圣尼古拉-德布利克蒂。

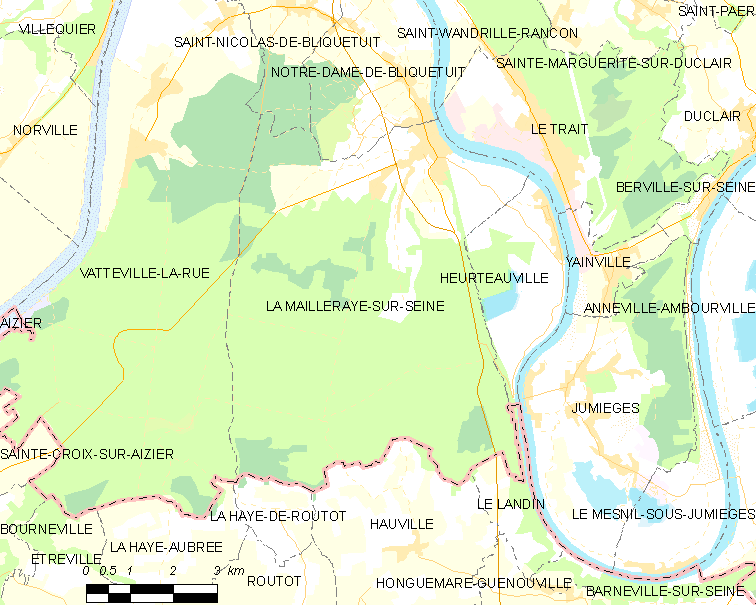
塞纳河畔拉马耶赖的OSM定位图

塞纳河畔拉马耶赖的时区为UTC+01:00、UTC+02:00（夏令时）。

## 行政
塞纳河畔拉马耶赖的邮政编码为76940，INSEE市镇编码为76401。

## 政治
塞纳河畔拉马耶赖所属的省级选区为塞纳河畔热罗姆港县。

## 人口

1962-2008年间塞纳河畔拉马耶赖人口变化图示

塞纳河畔拉马耶赖于2018年1月1日时的人口数量为1940人。